# Anetivka, Domanivka
Anetivka (în ucraineană Анетівка) este un sat în comuna Prîbujjea din raionul Domanivka, regiunea Mîkolaiiv, Ucraina.

## Demografie
Componența lingvistică a localității Anetivka
     Ucraineană (94,76%)
     Română (3,66%)
     Belarusă (1,05%)
     Alte limbi (0,52%)
Conform recensământului din 2001, majoritatea populației localității Anetivka era vorbitoare de ucraineană (94,76%), existând în minoritate și vorbitori de română (3,66%) și belarusă (1,05%).